# Исмаил Хакъ паша (солунски валия)
Исмаил Хакъ паша (на турски: İsmail Hakkı Paşa) е османски офицер и чиновник.

## Биография
От март 1880 до февруари 1882 година е валия на Сивас. От март 1882 до септември 1885 година е валия на Солунския вилает.